# بانک استرلینگ
بانک استرلینگ (انگلیسی: Starling Bank) شرکت خدمات مالی و بانکداری بریتانیایی است، که در سال ۲۰۱۴ تأسیس شد.